# Lipaphis erysimi
Lipaphis erysimi är en insektsart som först beskrevs av Johann Heinrich Kaltenbach 1843.  Lipaphis erysimi ingår i släktet Lipaphis och familjen långrörsbladlöss. Arten är reproducerande i Sverige. Inga underarter finns listade i Catalogue of Life.